# ستانیسواووف (شهرستان مینسک)
ستانیسواووف (به لهستانی:  Stanisławów) یک روستا در لهستان است که در گمینا ستانیسواووف واقع شده‌است. ستانیسواووف ۲٬۲۰۰ نفر جمعیت دارد.